# هتل ساووی

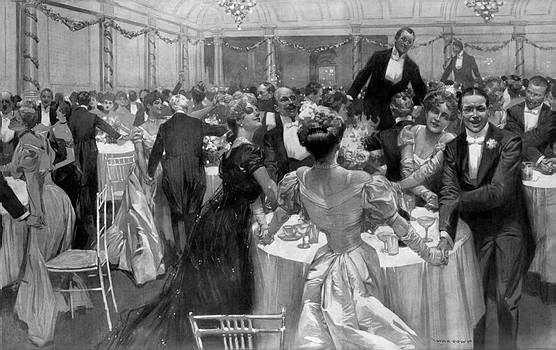
شام سال نو در هتل سوی، ۱۹۰۷

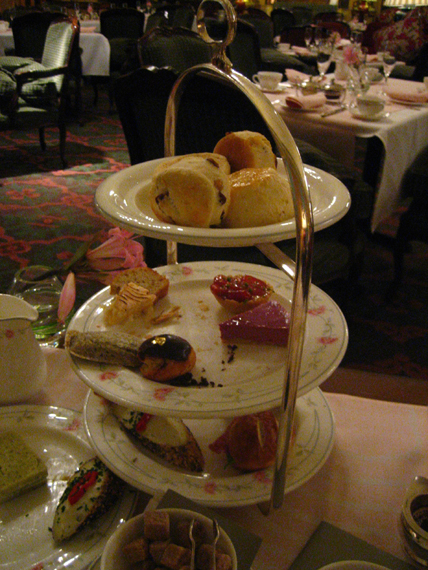
میز چای بعد از ظهر در هتل سوی

هتل سِوُی (به انگلیسی: Savoy Hotel) هتل لوکسی در شهر وست‌مینستر در مرکز لندن است.

## تاریخچه
هتل سوی در ۶ اوت ۱۸۸۹ گشایش یافت. این هتل نخستین هتل لوکس بریتانیا و نخستین هتلی است که حمام خصوصی، آسانسور برقی، آب سرد و گرم دائمی، تهویه مطبوع و روشنایی با چراغ الکتریکی را ارائه کرد. سازنده هتل آن را با الهام از هتل‌های آمریکایی و برای گردشگرانی که از بریتانیا دیدن می‌کردند ساخت. هتل سوی خیلی زود مورد توجه ستارگان هالیوود و سیاستمداران قرار گرفت.
هتل سوی در سال ۲۰۰۷ تعطیل و کار بازسازی آن به مدت سه سال آغاز گشت. برای بازسازی آن در حدود ۲۲۰ میلیون پوند هزینه شد. هتل نونوار شده در اکتبر ۲۰۱۰ بازگشایی شد. در حال حاضر مجموعه هتل‌های فرمانت آن را اداره می‌کند.

## مهمان‌های مشهور
افراد مشهور زیادی تاکنون در هتل سوی اقامت داشته‌اند. برخی از آن‌ها عبارتند از:
- کلود مونه و جیمز مک‌نیل ویسلر در هتل سوی حضور داشته و هرکدام منظرهٔ رود تیمز را از اتاق‌های خود کشیده‌اند.[۲]
- ادوارد هفتم پیش از آنکه به پادشاهی برسد همراه با خانواده‌اش برای صرف شام به هتل سوی آمد.[۱]
- اسکار وایلد مدتی را در این هتل گذراند و با معشوقش، لرد آلفرد داگلاس رابطه برقرار کرد.[۳]
- هتل سوی بین سال‌های ۱۹۴۱ تا ۴۵ و پس از آنکه آمریکا در جنگ جهانی دوم درگیر شد، به محل محبوب سیاستمداران و روزنامه‌نگاران آمریکایی تبدیل شد. وینستون چرچیل بارها با اعضای کابینه خود در هتل حضور یافت.[۴]
- جورج گرشوین در ۱۹۲۵ برای نخستین بار ترانه راپسودی در بلو را در هتل سوی اجرا کرد.[۵]
- ویوین لی و لارنس الیویه در ۱۹۴۵ برای نخستین بار در این هتل یکدیگر را ملاقات کردند.[۱]

از مشاهیر دیگری که در هتل سوی حضور داشته‌اند می‌توان به ماریا کالاس، مریلین مونرو، الیزابت تیلور، جودی گارلند، کوکو شانل، جان وین، بیتلز، چارلی چاپلین، سوفیا لورن، رضا پهلوی و... اشاره کرد.